# Caro papà (film)
Caro papà è un film del 1979 diretto da Dino Risi.
Vittorio Gassman grazie a questa pellicola vinse il David di Donatello per il miglior attore protagonista.

## Trama
Albino Millozza, che ha partecipato alla Resistenza italiana e si è sempre dichiarato di sinistra, sente che sta perdendo la sua democraticità ora che è diventato un importante uomo d'affari.
Ha una casa a Ginevra, dove vive con la moglie Giulia, la quale cerca di attrarre la sua attenzione minacciando periodicamente un suicidio, e una a Roma, dove abita suo figlio Marco. Albino ha anche un'amante, Margot, il cui marito sembra consapevole della tresca ma spera di trarne vantaggio.
La figlia Costanza, invece, vive in una comunità di recupero per tossicodipendenti, ma dopo aver incontrato un guru decide di andare a vivere in India. Durante un soggiorno a Roma, un giorno trova per caso il diario del ragazzo, dove tra citazioni di Mao Tse-tung e Lenin viene colpito da alcune frasi che fanno capire l'appartenenza politica attiva del figlio a qualche gruppo terrorista di estrema sinistra. L'ultima pagina, poi, dice chiaramente che un certo P. verrà ucciso il giorno 12.
Albino ne parla con il socio Parrella, sospettando si possa trattare di lui, e cerca Marco per avere spiegazioni, ma il primo prende tutto alla leggera e il secondo è sparito. L'ansia di Albino cresce. Proprio il 12 deve essere per lavoro a Montréal e parte.
Arrivato in albergo trova un biglietto del figlio che gli consiglia di non lasciare la stanza per l'intero giorno. Albino pensa che la P. non voglia dire Parrella, come ha pure creduto, ma forse proprio papà, e mentre si arrovella viene raggiunto da un killer che lo ferisce.
Rimasto immobilizzato perché le pallottole hanno colpito la colonna vertebrale, Albino è costretto a ricevere in clinica la visita di moglie, amante e socio, dai quali si sente lontanissimo. Una volta tornato a casa, ritrova Marco, che tra pentimento e affetto sembra l'unico rimasto a versare qualche lacrima per lui.

## Colonna sonora
Le musiche del film, affidate a Manuel De Sica, comprendono alcuni brani eseguiti dei New Trolls tra cui: Good morning people, I can't see the rain, Ha ha ha, It's downtown, Do do do do the rock ‘n roll. Il gruppo musicale compare nella scena in cui Gassman canta Bambina innamorata.

## Riconoscimenti
- 1979 – David di Donatello
  - Miglior attore a Vittorio Gassman
- 1979 – Festival di Cannes
  - Miglior attore non protagonista a Stefano Madia